# 张弛 (足球运动员)
张弛（1987年7月8日—），是一名中国足球运动员，司职中场右前卫，现效力于山东泰山。

## 职业生涯

### 青年队
张弛早年进入山东鲁能泰山的鲁能足校。

### 俱乐部
张弛2007年进入山东鲁能泰山一队。
2010年7月18日，张弛在山东鲁能泰山主场对阵南昌八一的中超比赛中替补出场，完成正式比赛中首度出场。7月28日鲁能泰山客场对阵上海申花的比赛中，由于赛前周海滨受伤，张弛首次首发出场，出任后腰。8月14日客场与重庆力帆的比赛中，替补出场的张弛赛后与矫喆发生冲突，据媒体报道，矫喆在更衣室内打人，被俱乐部处罚。之后的几场比赛中张驰首发出任右边后卫。
2011年4月1日，2011赛季中超联赛首轮，卫冕冠军山东鲁能坐镇主场迎战升班马成都谢菲联。比赛中山东鲁能球员张弛在与谢菲联的李钢拼抢中发生断腿惨剧。
2014年5月22日，在山东鲁能客场挑战广州富力的比赛中重返中超赛场。

## 荣誉

### 山东泰山
- 中国足球超级联赛冠军：2008、2010、2021
- 中国足协杯冠军：2014、2020、2021
- 中国足球协会超级杯冠军：2015